# Rapto das Sabinas

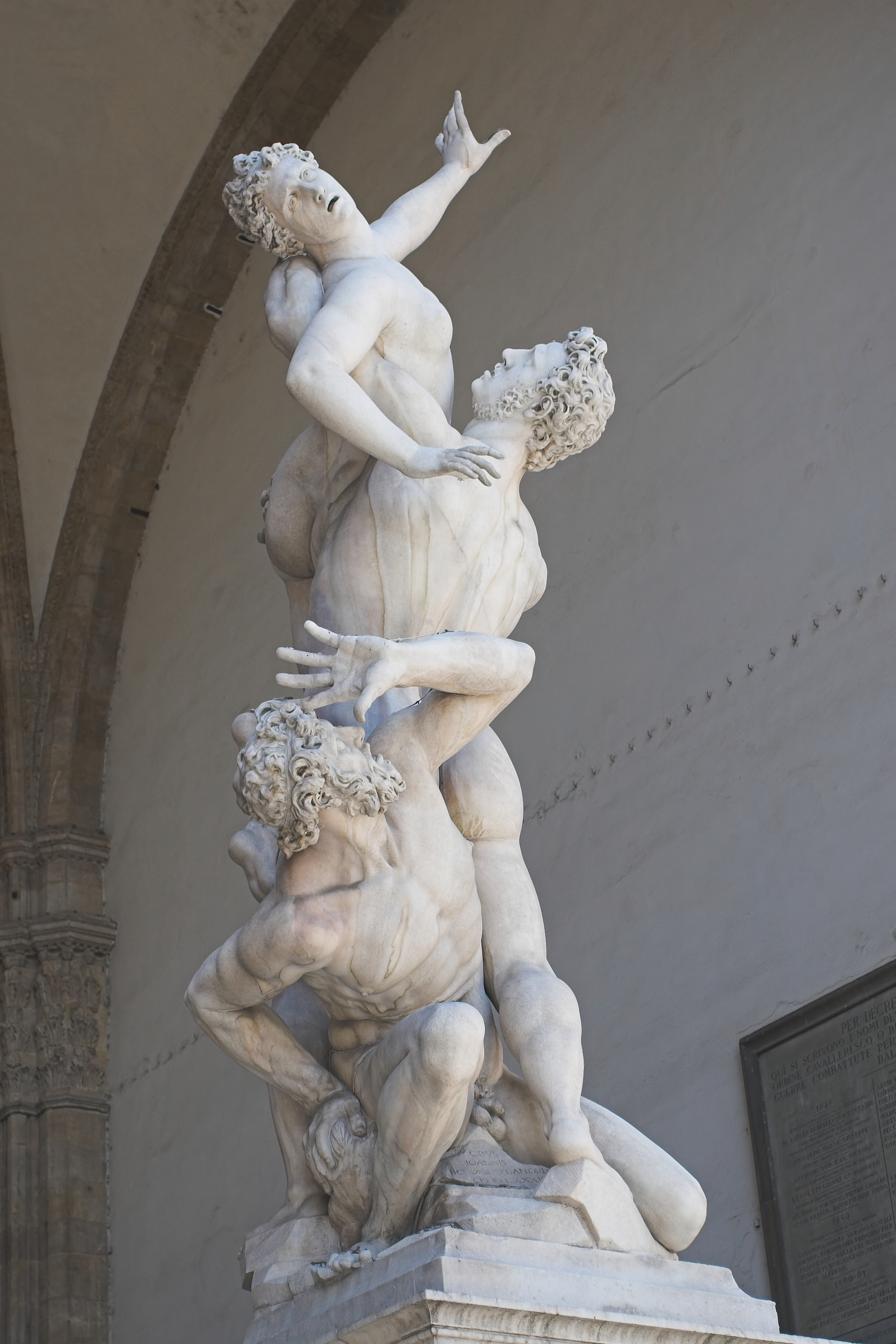
O Rapto das Sabinas, de Giambologna, na Loggia dei Lanzi, em Florença.

O Rapto das Sabinas foi o episódio lendário da história de Roma em que a primeira geração de homens romanos teria se originado através do rapto das filhas das famílias sabinas vizinhas. Narrada por Lívio e Plutarco, ela serviu como tema para diversas obras de arte do Renascimento e pós-renascentistas, com uma oportunidade de retratar diversos personagens, incluindo figuras heroicamente seminuas, envolvidas numa disputa intensamente passional. Entre temas semelhantes da Antiguidade Clássica estavam, por exemplo, a batalha dos lápitas contra os centauros e o tema da Amazonomaquia, a batalha de Teseu contra as amazonas. 

## História

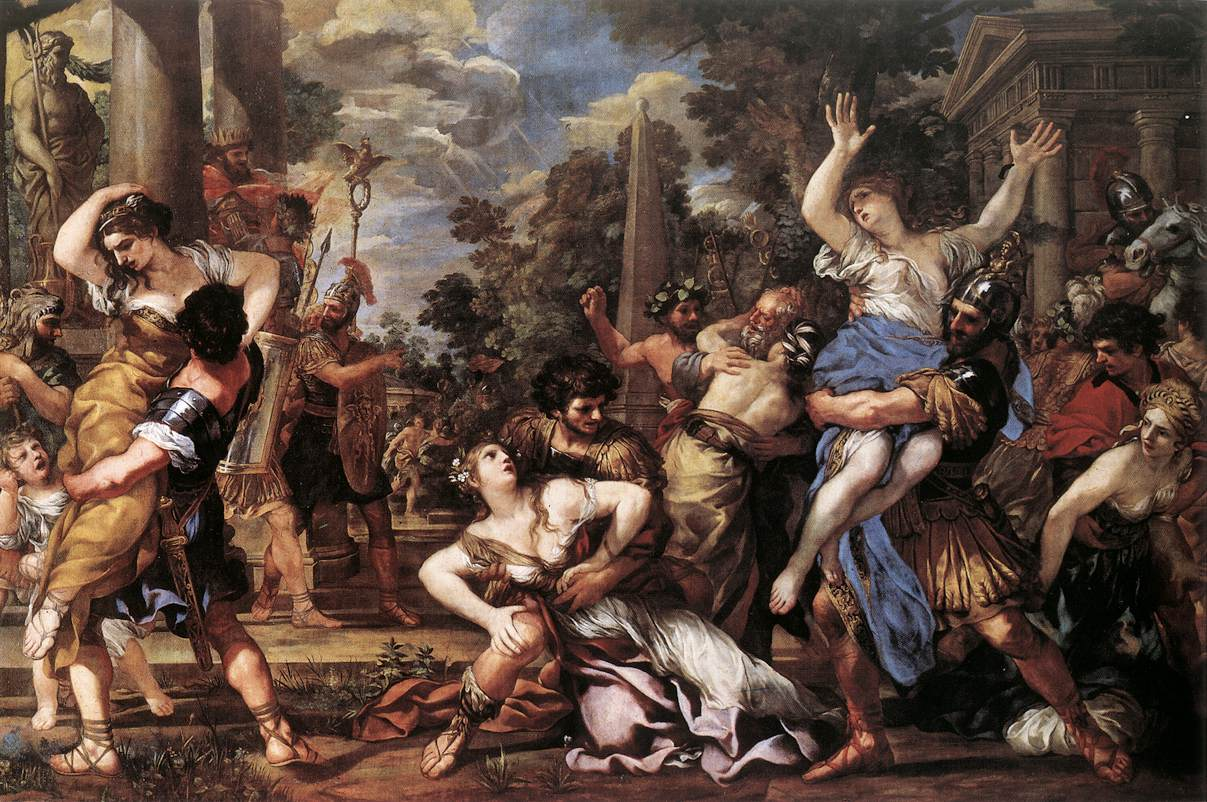
Pietro da Cortona, 1627-29,
nos Museus Capitolinos

O rapto teria acontecido no início da história de Roma, logo após sua fundação por Rômulo e seus seguidores, em sua maior parte homens. À procura de esposas com quem pudessem formar famílias, os romanos negociaram, sem sucesso, com os sabinos, que haviam povoado a região anteriormente. Temendo o surgimento de uma sociedade rival, os sabinos recusaram-se a permitir que suas mulheres se casassem com os romanos; estes tiveram então a ideia de raptar as mulheres sabinas. Rômulo inventou então um festival em homenagem a Netuno Equestre, e proclamou-o aos povos vizinhos de Roma. De acordo com Lívio, muitos habitantes destes povoados vizinhos compareceram ao festival, incluindo os ceninenses, os crustumerinos e os antemnos, bem como muitos dos sabinos. Durante o festival Rômulo deu um sinal, indicando a seus conterrâneos que era hora de capturar as mulheres sabinas, o que eles fizeram, enquanto combatiam os homens. Após o rapto as mulheres, indignadas, logo se viram diante de um Rômulo que lhes suplicava que aceitassem os romanos como seus maridos.
Lívio é claro em afirmar que não houve abuso sexual da parte dos romanos; pelo contrário, Rômulo ofereceu-lhes liberdade de escolha, prometendo-lhes direitos civis e de propriedade. Ainda de acordo com Lívio, ele teria pessoalmente ido a cada uma delas "e indicado a elas que tudo aquilo era culpa de seus pais, que haviam negado a elas o direito de casar-se com seus vizinhos. Elas viveriam em uniões matrimoniais dignas, e partilhariam de todos os direitos civis e de propriedade, bem como — o mais precioso à natureza humana — seriam mães de homens livres.

## Guerra contra os sabinos e outras tribos
Furioso com o ocorrido, o rei dos ceninenses invadiu o território de Roma com seu exército. Rômulo e os romanos os enfrentaram em combate, assassinando o rei e derrotando suas tropas. Em seguida Rômulo atacou a cidade de Cenina e a conquistou já na primeira tentativa. Ao retornar a Roma, Rômulo dedicou um templo a Júpiter Ferétrio (de acordo com Tito Lívio, o primeiro templo dedicado em Roma) e ofereceu os espólios do rei inimigo como spolia opima. De acordo com os Fasti Triumphales, Rômulo teria celebrado um triunfo sobre os ceninenses em 1 de março de 752 a.C.
No mesmo período, o exército dos antemnos fez uma incursão em território romano. Os romanos então retaliaram, derrotando os antemnos em combate e conquistando sua cidade. De acordo com os Fasti Triumphales, Rômulo teria realizado um segundo triunfo naquele mesmo ano, celebrando esta nova vitória.
Os crustumerinos também deram início a hostilidades com os romanos, porém sua cidade foi rapidamente conquistada por estes.
Colônias romanas foram enviadas em seguida para Antemnas e Crustumério por Rômulo, e diversos cidadãos destas cidades também migraram para Roma (especialmente as famílias das mulheres capturadas).
Os sabinos também entraram em guerra contra os romanos, liderados por seu rei, Tito Tácio. Quando Tácio atacou Roma, ele quase logrou capturar a cidade devido à traição de Tarpeia, filha de Espúrio Tarpeio, governador da cidadela no topo do Monte Capitolino, o Capitólio. Tarpeia abriu os portões da cidade para os sabinos em troca 'do que eles portavam em seus braços', o que ela acreditava serem os braceletes de ouro usados por eles. Em troca, os sabinos esmagaram-na até a morte com seus escudos, e em seguida a arremessaram de cima da rocha que posteriormente passou a levar o seu nome, a Rocha Tarpeia.
As forças romanas atacaram os sabinos, que agora tinham posse da cidadela. O avanço romano foi liderado por Hosto Hostílio, enquanto os sabinos eram comandados por Meto Cúrcio. Quando Hostílio foi morto, a linha de frente romana recuou até as portas do Palatium (Palatino); lá, Rômulo reuniu seus homens e, prometendo construir um templo de Júpiter Estator naquele local, conduziu os romanos de volta à batalha.
Na sequência do combate, Meto Cúrcio foi derrubado de seu cavalo e fugiu da batalha; os romanos conquistaram a vantagem, até que a um certo ponto as mulheres sabinas intervieram na batalha, tentando reconciliar os dois lados:
| “ | [Elas] entraram corajosamente no meio dos objetos que eram arremessados, com cabelos despenteados e roupas rasgadas. Correndo por entre o espaço entre os dois exércitos, tentavam fazer com que os combates cessassem e acalmar as paixões exaltadas apelando aos seus pais, num dos exércitos, e a seus maridos, no outro, para que não amaldiçoassem a si mesmos ao manchar suas mãos com o sangue de um sogro ou de um genro, nem desse a seus descendentes a mancha do parricídio. "Se", gritaram, "vocês estão cansados destes laços de parentesco, destes laços matrimoniais, voltem então sua ira para nós; somos nós o motivo desta guerra, fomos nós quem ferimos e matamos nossos maridos e nossos pais. Melhor perecer do que viver sem um ou outro de vocês, seja como viúvas ou órfãs." | ” |

Após a reconciliação que se seguiu, os sabinos concordaram em formar uma nação única com os romanos, e o rei sabino, Tito Tácio, passou a governar Roma juntamente com Rômulo até a sua morte, cinco anos mais tarde.
Os novos habitantes sabinos de Roma passaram a viver no Capitólio.

## Representações artísticas

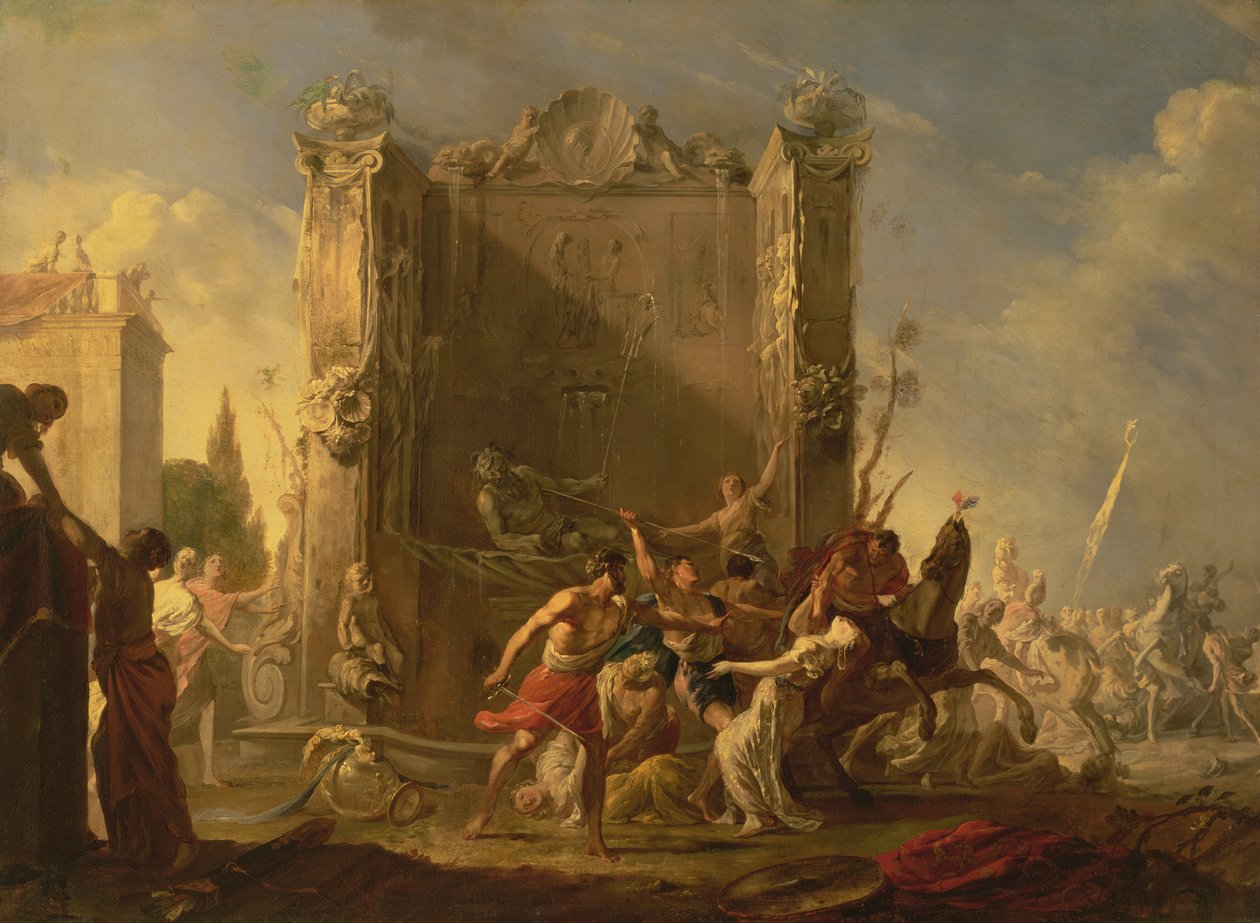
O Rapto das Sabinas, de Johann Heinrich Schönfeld,
no Museu do Hermitage.

Durante o Renascimento o tema se tornou popular, como uma história que simbolizava a importância central do matrimônio para a continuidade das famílias e culturas. Também era um dos raros exemplos de um tema de batalha, um gênero altamente popular, que permitia ao artista demonstrar seu virtuosismo no retrato tanto da figura feminina quanto da masculina, em poses extremas, com a vantagem adicional de um tema sexual palpitante. Foi representado regularmente nos cassoni italianos do século XV, e, posteriormente, em pinturas maiores.
Entre as abordagens importantes dadas ao tema estão:

### Giambologna
A escultura de Giambologna (1574–1583) que foi interpretada como abordando este tema mostra três figuras (um homem que levanta uma mulher no ar, enquanto um segundo homem se agacha) e foi esculpida a partir de um único bloco de mármore. A obra, que é tida como a obra-prima de Giambologna, tinha originalmente como intenção ser apenas uma demonstração da capacidade do artista de criar um grupo escultural complexo; seu tema, o lendário rapto das sabinas, foi associado a ela apenas após Francisco I de' Medici, Grão-Duque da Toscana, decretou que ela seria exposta na Loggia dei Lanzi, na Piazza della Signoria, em Florença. Mantendo-se de acordo com as características típicas das composições maneiristas, como figuras compactas e entrelaçadas, a estátua transmite uma panóplia dinâmica de emoções, em poses que oferecem pontos de vista múltiplos. Contrastada com a pose serena do Davi de Michelangelo que está na mesma praça, concluído quase 80 anos antes, a estátua apresenta a dinâmica que acabou por levar a arte europeia da época ao barroco, porém também a verticalidade pouco flexível e desconfortável — auto-imposta pela restrição virtuosa do próprio autor a uma composição que podia ser feita a partir de um único bloco — e não apresenta os impulsos diagonais que Bernini conseguiria obter quarenta anos depois com obras como O Rapto de Proserpina e Apolo e Dafne, ambas na Galeria Borghese, em Roma.
O tema proposto pela escultura, situada diante da estátua de Perseu de Benvenuto Cellini, sugere que o grupo ilustrava um tema relacionado a outra obra, como o rapto de Andrômeda, de Fineu. Os raptos de Proserpina e Helena também foram sugeridos como possíveis temas originais. Eventualmente decidiu-se que a escultura seria identificada com uma das virgens sabinas.
A obra está assinada com OPVS IOANNIS BOLONII FLANDRI MDLXXXII ("Obra de João de Bolonha de Flandres, 1582"). Um rascunho preparatório feito em bronze que mostra apenas duas figuras está em exposição no Museu Nacional de Capodimonte, em Nápoles. Giambologna revisou então a obra, desta vez acrescentando uma terceira figura, em dois modelos de cera que estão expostos no Museu Victoria e Albert, em Londres. O molde em gesso, em escala natural, feito para a escultura final, de 1582, se encontra em exposição na Sala do Colosso, situada na Galleria da Academia de Belas Artes, em Florença.
Reduções da escultura feitas em bronze, produzidas pelo próprio estúdio de Giambologna e imitadas por outros artistas, eram parte integrante das coleções de apreciadores de arte no século XIX.

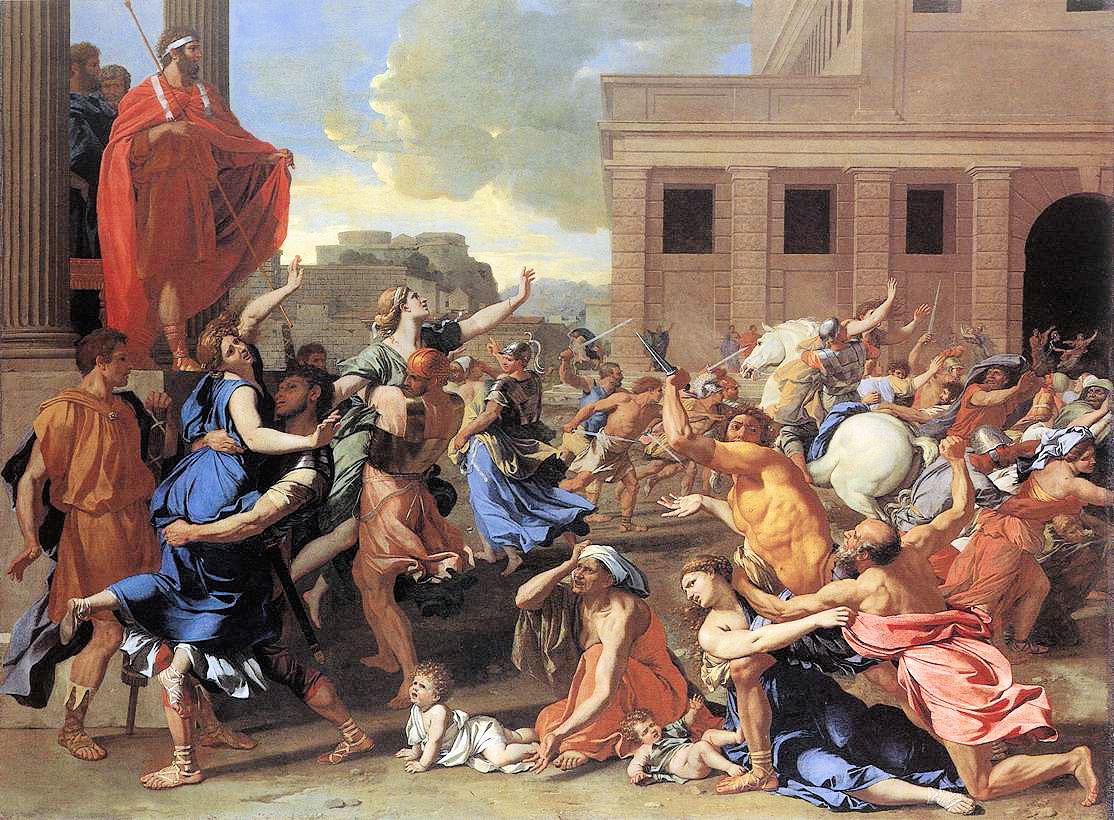
O Rapto das Sabinas, por Nicolas Poussin, 1634-35,
no Metropolitan Museum of Art.

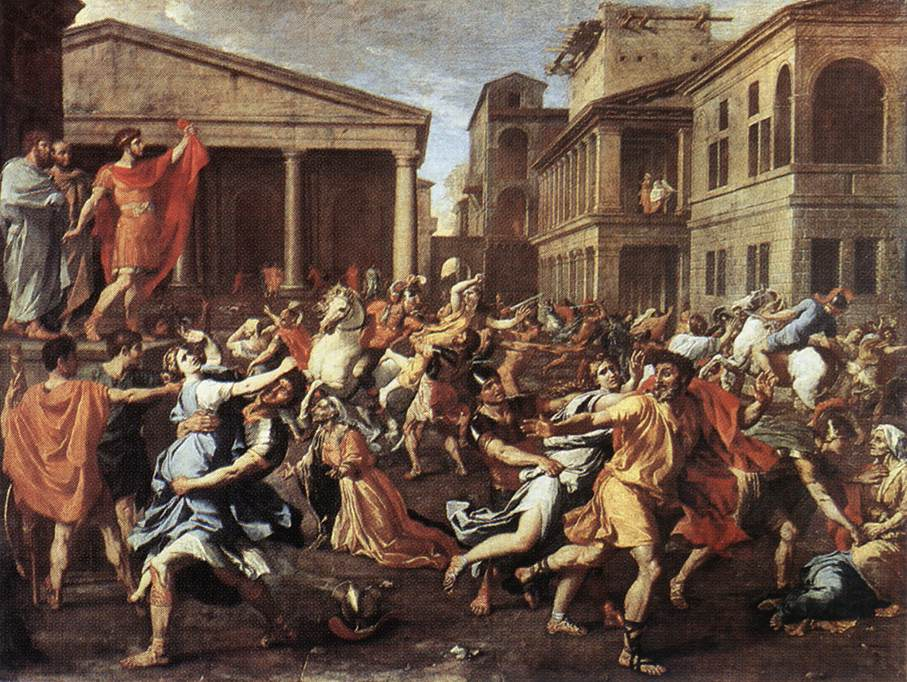
O Rapto das Sabinas, por Nicolas Poussin, 1637–38,
no Museu do Louvre.

### Nicolas Poussin
Nicolas Poussin produziu duas grandes versões do tema, que lhe possibilitaram pôr em prática todo o seu conhecimento único das antiguidades, justamente com sua maestria no retrato de relações complicadas de figuras envolvidas em encontros dramáticos. Um deles, atualmente no Metropolitan Museum of Art, em Nova York, foi feito em Roma, entre 1634 e 35, e mostra Rômulo, à esquerda, dando o sinal para a abdução.
A segunda versão, de 1636 a 37, atualmente no Museu do Louvre, mostra que, embora algumas das figuras principais sejam semelhantes, ele ainda não tinha esgotado o tema. O cenário arquitetônico, por exemplo, foi mais desenvolvido na segunda versão.

### Peter Paul Rubens
Peter Paul Rubens pintou uma versão do tema entre 1635 e 40, que está atualmente em exposição na National Gallery, em Londres.

### Jacques-Louis David
Jacques-Louis David pintou outro episódio da história, quando as mulheres intervêm para reconciliar os combatentes. A Intervenção das Sabinas foi concluída em 1799, e está atualmente no Museu do Louvre.

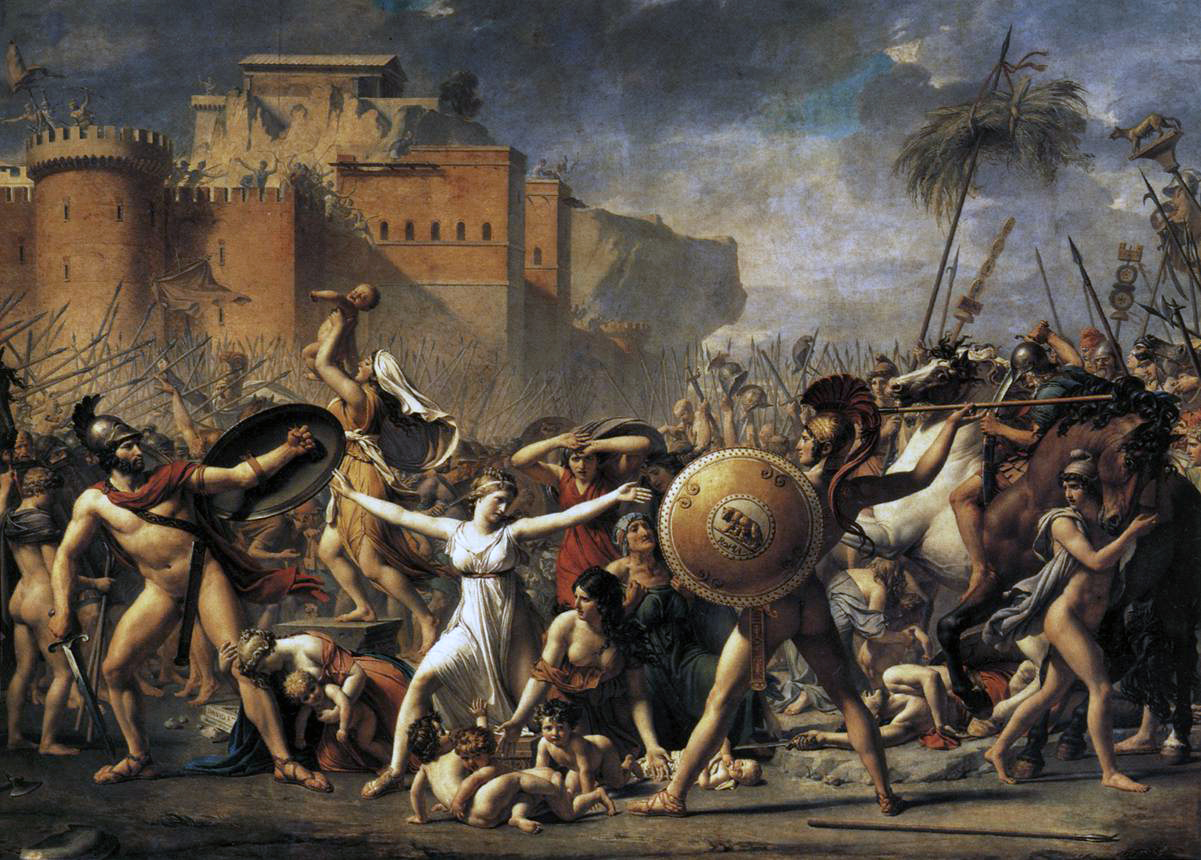
A Intervenção das Sabinas, por Jacques-Louis David,
no Museu do Louvre.

David trabalhou na obra a partir de 1796, quando a França estava em guerra contra outras nações europeias, após um período de guerras civis que culminaram com o Reino do Terror e a Reação Termidoriana, durante a qual o próprio David foi preso por ser partidário de Robespierre. Após a visita sua esposa, na cadeia, ele teve a ideia de contar a história para homenageá-la, com o tema do amor prevalecendo sobre o conflito. A pintura também era vista como um pedido para que as pessoas se reunissem, após o sangue derramado na revolução.
A pintura mostra a esposa de Rômulo, Hersília — filha de Tito Tácio, líder dos sabinos — entre seu marido e seu pai, e colocando seus filhos entre ambos. Um Rômulo vigoroso, porém hesitante, prepara-se para atingir Tácio, que está prestes a recuar, com sua lança. Outros soldados já estão desembainhando suas espadas.
O cenário rochoso no fundo representa a Rocha Tarpeia.

### John Leech

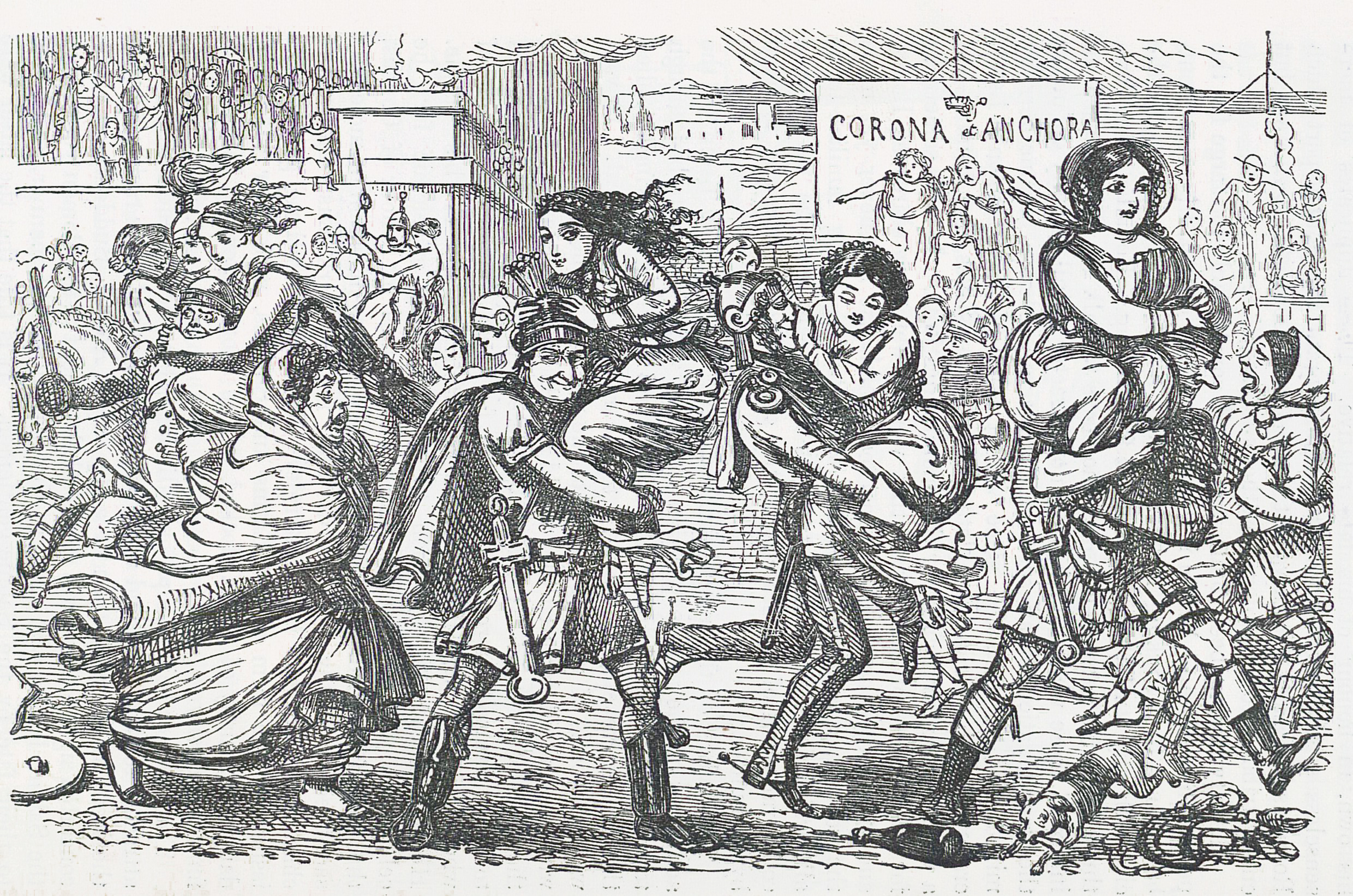
Versão satírica do Rapto das Sabinas, de John Leech.

O pintor satírico inglês John Leech, do século XIX, incluiu em sua História Cômica de Roma uma versão do Rapto das Sabinas em que as mulheres são retratadas, com um anacronismo proposital, em roupas vitorianas, sendo levadas do "Corona et Anchora" ("Crown and Anchor", nome comum a pubs em cidades costeiras da Inglaterra).

### Pablo Picasso
Pablo Picasso abordou o tema em suas diferentes versões do Rapto das Sabinas (1962–63), baseadas na versão de David, uma das quais está no Museu de Belas Artes, em Boston. Ilustram o início e o fim da história, mostrando Rômulo e Tácio como figuras brutais, ignorando e passando por cima de Hersília e seu bebê.

## Literatura e artes cênicas
Stephen Vincent Benét escreveu um conto chamado "The Sobbin' Women" que fazia uma paródia do mito. Posteriormente, o tema foi adaptado para o cinema, no musical Seven Brides for Seven Brothers, que conta a história de sete homens interioranos, ingênuos porém sinceros, que após o casamento de um deles passam a encorajar-se uns aos outros a encontrar companheiras. Durante um evento social conhecem garotas pelas quais se sentem atraídos, porém vêem negadas quaisquer possibilidade de relacionamento pelos homens das famílias destas mulheres; seguindo o exemplo romano, eles então raptam as garotas — que, como na narrativa original, sentem-se revoltadas inicialmente, porém eventualmente acabam sendo conquistadas.
A história foi parodiada por Lady Carlotta, a personagem travessa do conto The Schartz-Metterklume Method, de Saki.
Em 1961, um filme espanhol do gênero "espada e sandália", baseado na história, foi dirigido por Albert Gout.
A adaptação mais recente foi um filme, The Rape of the Sabine Women, sem diálogos, produzido em 2005 por Eve Sussman e a Rufus Corporation.

## Contexto cultural

O artista Niccolò Bambini, do século XVIII, pintou o tema pelo menos duas vezes.

Estudiosos citaram paralelos entre o Rapto das Sabinas, a Guerra Æsir–Vanir, na mitologia nórdica, e o Maabárata, da mitologia hindu, dando apoio à teoria de uma possível origem proto-indo-europeia de aspectos destes mitos. Sobre estes paralelos, o arqueólogo e indo-europeísta hiberno-americano J. P. Mallory afirma:
| “ | Basicamente, os paralelos apontam a presença de representantes de primeira (mágico-jurídicos) e de segunda (guerreiros) funções no lado vitorioso de uma guerra que eventualmente domina e incorpora os personagens de terceira função, como, por exemplo, as mulheres sabinas ou os Vanir nórdicos. A própria Ilíada pode ser examinada sob um ponto de vista semelhante. A estrutura final do mito é, portanto, que um dos três estamentos da sociedade proto-indo-europeia se fundiram apenas depois de uma guerra entre os dois primeiros contra o terceiro. | ” |